# شهرستان تیشومینگو (میسیسیپی)
|  |  |  |
|  |  |  |

شهرستان تیشومینگو در شمال شرقی ایالت میسیسیپی، واقع در ایالات متحده آمریکا می‌باشد. جمعیت این شهرستان ۱۹٬۵۹۳ نفر (سال ۲۰۱۰) و وسعت آن ۱٬۱۵۳ کیلومتر مربع است. مرکز این شهرستان شهر ایوکا می‌باشد.

## نگارخانه

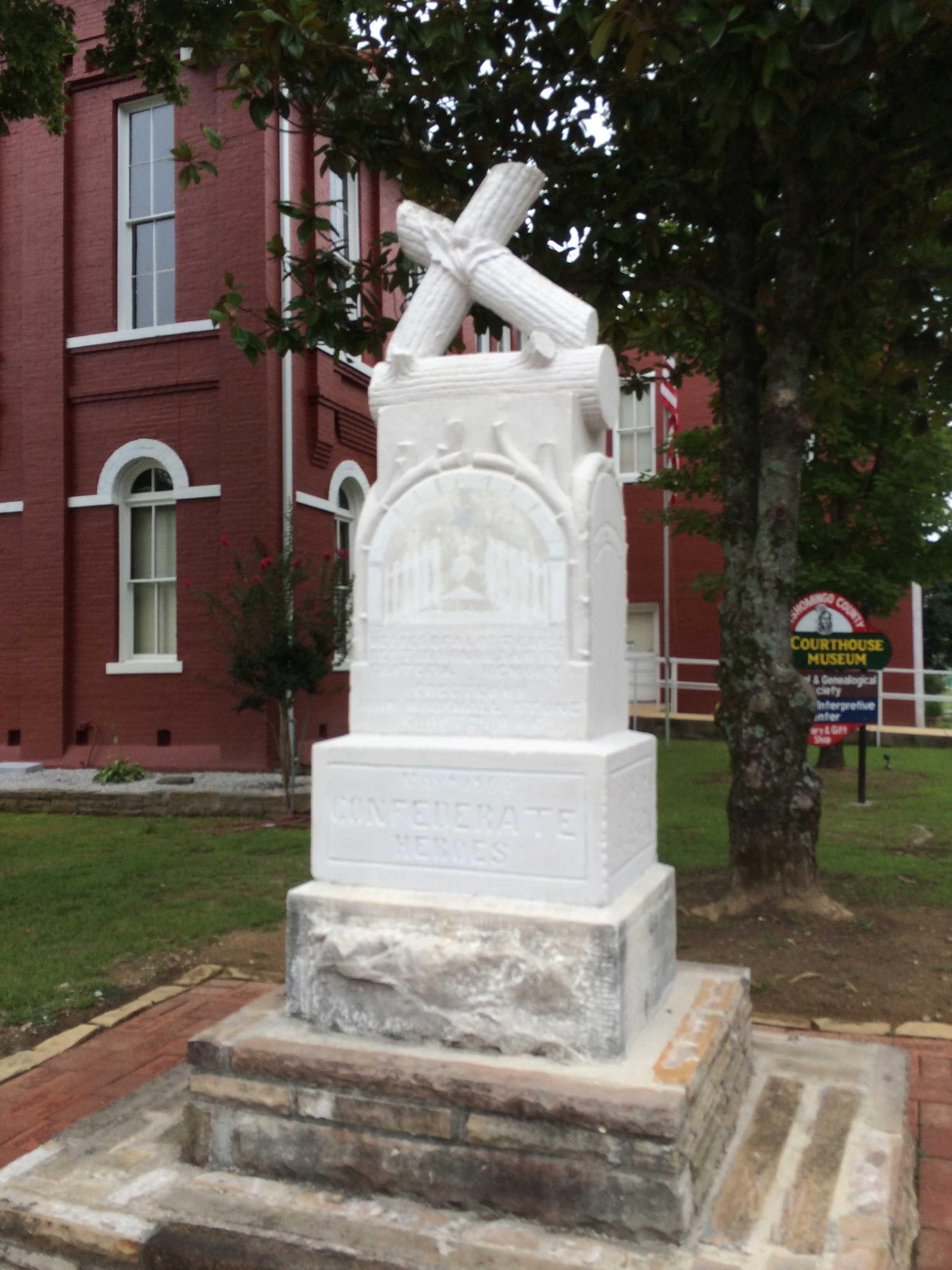
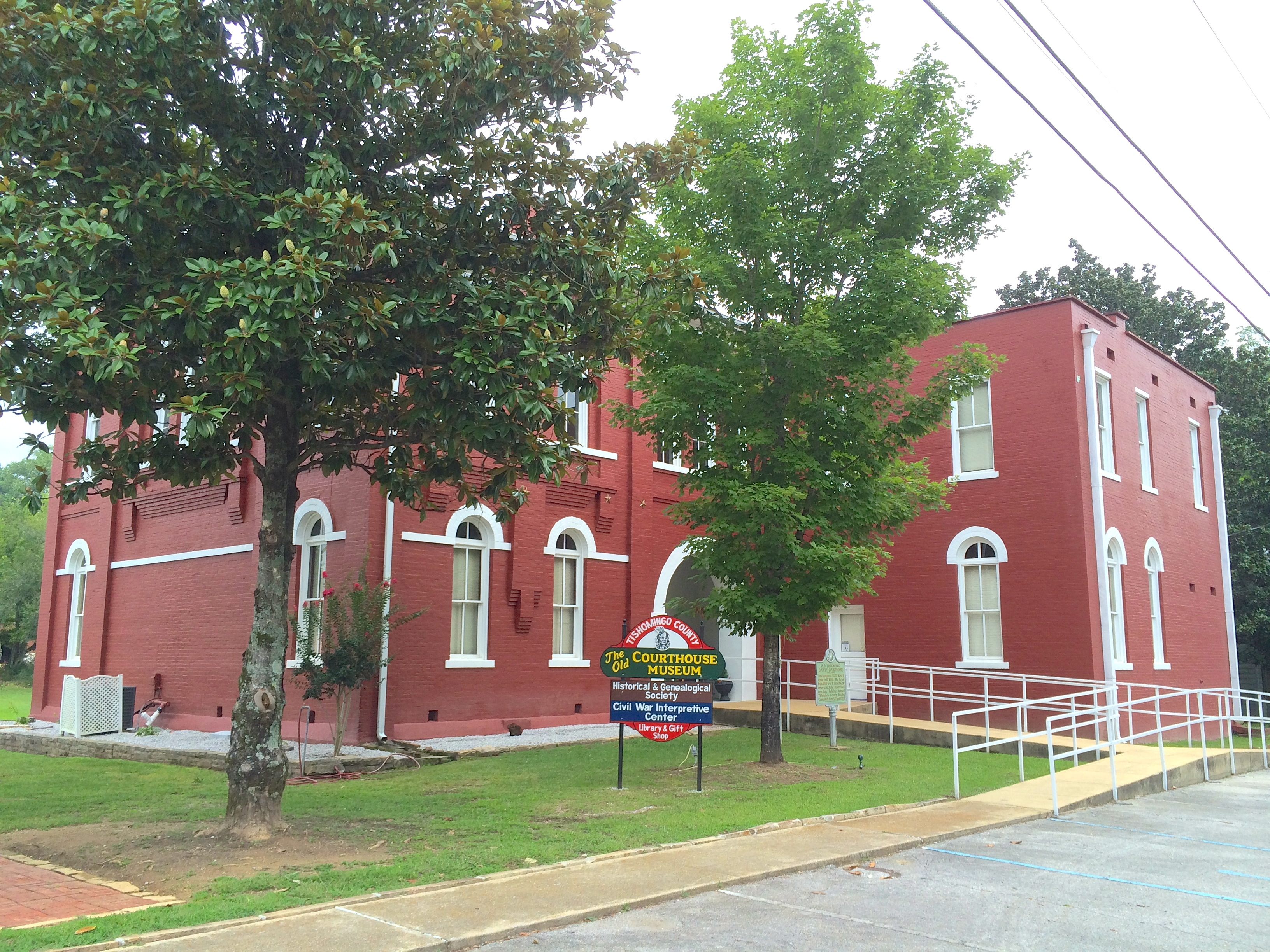
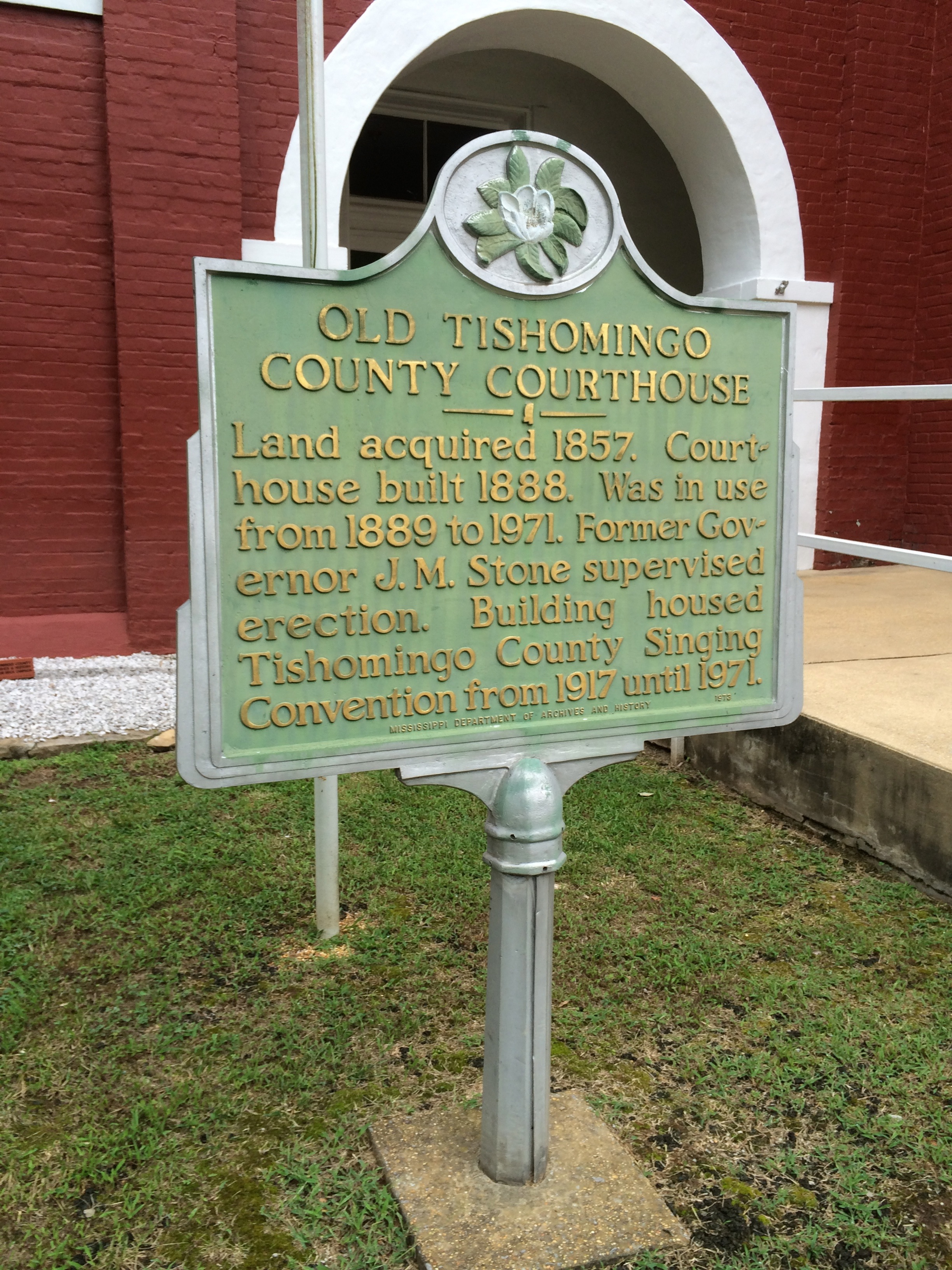